# Szemerkhet
Szemerkhet (nevének jelentése: A testület társa) az óegyiptomi I. dinasztia tagja, uralkodásáról nem sokat tudni. 

## Uralkodása
Manethón királylistjának Szemempszész nevű tagjával azonosítható, de Manethón szerint 18 évig uralkodott, míg a Palermói kő szerint csak 9 évig. Amilyen szisztematikusan töröltette elődje, Anedzsib Meribten nevét a feliratokról, később Szemerkhetét is olyan alaposan eltüntették. Az I. dinasztia vége valószínűleg dinasztikus háborúk kora volt. Neve egy palatöredéken együtt fordul elő utódja, Ka nevével, ezért feltehető, hogy Ka Szemerkhet fia volt, de viszonyuk később megromlott, vagy a néveltávolítás már a II. dinasztia korához köthető.
Apja személye is bizonytalan, lehetséges a közvetlen előd, de a rossz viszonyuk alapján az azt megelőző is (Den, illetve Anedzsib).
Sírja 29 méter széles és 31 méter hosszú, a temető U-U jelű építménye, közvetlenül Den és II. Ka szomszédja.

## Kapcsolódó szócikkek

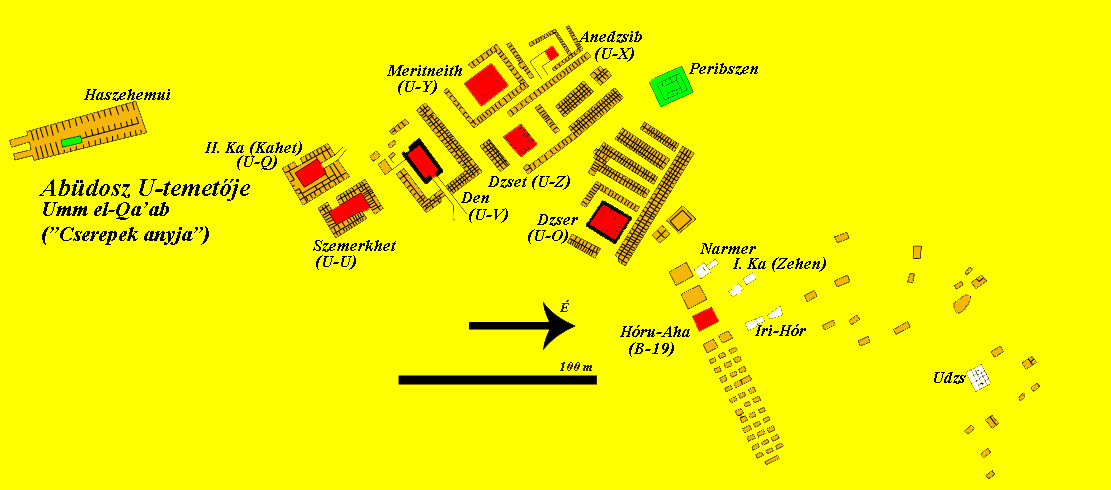
Az abüdoszi temető (Umm el-Kaáb) Szemerkhet sírjával

## Külső hivatkozások
| Előző uralkodó: Anedzsib | Egyiptom uralkodója i. e. 29. század I. dinasztia | Következő uralkodó: II. Ka |